# Steinbrinck farkasfalka
A Steinbrinck farkasfalka a Kriegsmarine tengeralattjárókból álló második világháborús támadóegysége volt, amely összehangoltan tevékenykedett 1942. augusztus 3. és 1942. augusztus 11. között az Atlanti-óceán északi részén, az Izlandtól délnyugatra kezdődő és Új-Fundlandtól délkeletig húzódó sávban. A Steinbrinck farkasfalka 14 búvárhajóból állt, átfedésben volt a Pirat farkasfalkával. A falka 11 hajót süllyesztett el, hármat megrongált. A hajók összesített vízkiszorítása 80 634 brt volt. A farkasfalka névadója Otto Steinbrinck első világháborús német búvárhajó-parancsnok volt, aki 206 hajót süllyesztett el. A tengeralattjárók közül kettő elpusztult.
1942. augusztus 6-án délre a Farvel-foktól a kanadai HMCS Assiniboine romboló mélységi bombákkal és fedélzeti fegyvereivel tüzelt az U–210-re, majd legázolta. A tengeralattjárón tartózkodók közül hatan meghaltak, 37-en hadifogságba estek.
Az U–379 a Farvel-foktól délkeletre hajózott 1942 augusztus 8-án, amikor a Brit Királyi Haditengerészet HMS Dianthus nevű korvettje rábukkant. A hadihajó mélységi bombákkal a felszínre kényszerítette a tengeralattjárót, majd legázolta. A német legénység negyven tagja meghalt, öt túlélte a támadást.

## A farkasfalka tengeralattjárói
| A hajó száma | Parancsnoka                | Részvétel kezdete  | Részvétel vége      |
| ------------ | -------------------------- | ------------------ | ------------------- |
| U–71         | Hardo Rodler von Roithberg | 1942. augusztus 3. | 1942. augusztus 7.  |
| U–176        | Reiner Dierksen            | 1942. augusztus 5. | 1942. augusztus 11. |
| U–210        | Rudolf Lemcke              | 1942. augusztus 3. | 1942. augusztus 6.  |
| U–256        | Odo Loewe                  | 1942. augusztus 7. | 1942. augusztus 11. |
| U–379        | Paul-Hugo Kettner          | 1942. augusztus 3. | 1942. augusztus 8.  |
| U–454        | Burckhard Hackländer       | 1942. augusztus 3. | 1942. augusztus 11. |
| U–552        | Erich Topp                 | 1942. augusztus 3. | 1942. augusztus 4.  |
| U–593        | Gerd Kelbling              | 1942. augusztus 3. | 1942. augusztus 11. |
| U–595        | Jürgen Quaet-Faslem        | 1942. augusztus 6. | 1942. augusztus 9.  |
| U–597        | Eberhard Bopst             | 1942. augusztus 3. | 1942. augusztus 11. |
| U–605        | Herbert-Viktor Schütze     | 1942. augusztus 7. | 1942. augusztus 11. |
| U–607        | Ernst Mengersen            | 1942. augusztus 3. | 1942. augusztus 10. |
| U–660        | Götz Baur                  | 1942. augusztus 6. | 1942. augusztus 11. |
| U–704        | Horst Wilhelm Kessler      | 1942. augusztus 3. | 1942. augusztus 11. |

## Elsüllyesztett és megrongált hajók
| Dátum               | A búvárhajó száma | A hajó neve     | Nemzetisége        | Vízkiszorítása | Konvoj |
| ------------------- | ----------------- | --------------- | ------------------ | -------------- | ------ |
| 1942. augusztus 3.  | U–552             | G. S. Walden*   | Egyesült Királyság | 10 627         | ON–115 |
| 1942. augusztus 3.  | U–552             | Lochkatrine     | Egyesült Királyság | 9419           | ON–115 |
| 1942. augusztus 4.  | U–607             | Belgian Soldier | Belgium            | 7167           | ON–115 |
| 1942. augusztus 5.  | U–593             | Spar            | Hollandia          | 3616           | SC–94  |
| 1942. augusztus 8.  | U–379             | Anneberg        | Egyesült Királyság | 2537           | SC–94  |
| 1942. augusztus 8.  | U–379             | Kaimoku         | Egyesült Államok   | 6367           | SC–94  |
| 1942. augusztus 8.  | U–176             | Kelso           | Egyesült Királyság | 3956           | SC–94  |
| 1942. augusztus 8.  | U–176             | Mount Kassion   | Görögország        | 7914           | SC–94  |
| 1942. augusztus 8.  | U–176             | Trehata         | Egyesült Királyság | 4814           | SC–94  |
| 1942. augusztus 9.  | U–176             | Radchurch       | Egyesült Királyság | 3701           | SC–94  |
| 1942. augusztus 10. | U–660             | Cape Race       | Egyesült Királyság | 3807           | SC–94  |
| 1942. augusztus 10. | U–660             | Condylis*       | Görögország        | 4439           | SC–94  |
| 1942. augusztus 10. | U–660             | Empire Reindeer | Egyesült Királyság | 6259           | SC–94  |
| 1942. augusztus 10. | U–660             | Oregon*         | Egyesült Királyság | 6008           | SC–94  |

* A hajó nem süllyedt el, csak megrongálódott